# 贝维
贝维（法語：Bévy，法語發音：[bevi]）是法国科多尔省的一个市镇，属于第戎区。

## 地理
贝维（47°10'45"N, 4°51'17"E）面积5.26 平方千米，位于法国勃艮第-弗朗什-孔泰大區科多尔省，该省份为法国中东部省份，北起奥布省，西接涅夫勒省和约讷省，南至索恩-卢瓦尔省，东南接汝拉省，东临上索恩省，东北部与上马恩省接壤。
与贝维接壤的市镇（或旧市镇、城区）包括：泰尔南、科隆日莱贝维、代坦和布吕昂、莱唐韦尔日、梅桑日。

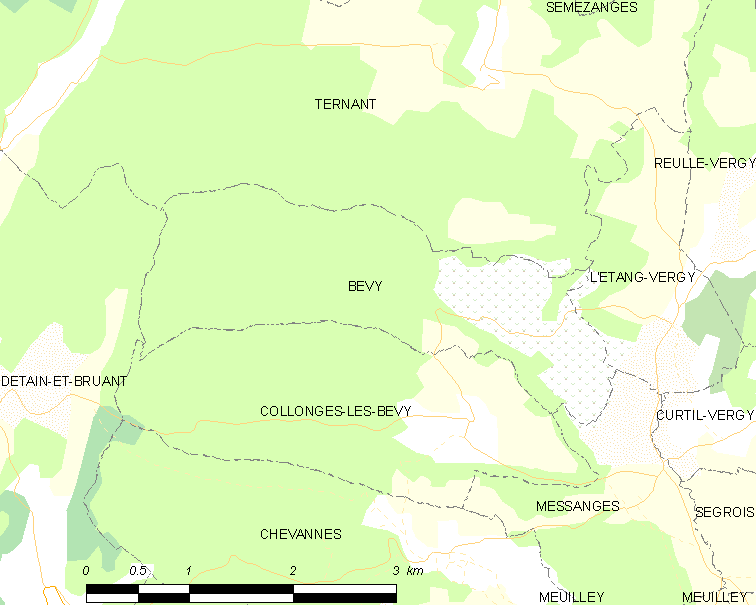
贝维的OSM定位图

贝维的时区为UTC+01:00、UTC+02:00（夏令时）。

## 行政
贝维的邮政编码为21220，INSEE市镇编码为21070。

## 政治
贝维所属的省级选区为隆维县。

## 人口

1962-2008年间贝维人口变化图示

贝维于2022年1月1日时的人口数量为135人。